# Yogi Adityanath

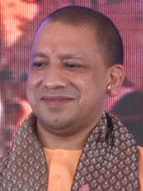
Yogi Adityanath, 2017

Mahant Yogi Adityanath (Hindi योगी आदित्यनाथ Yogī Ādityanāth; geboren als Ajay Singh Bisht, अजय सिंह बिष्ट; * 5. Juni 1972 in Panchur, Distrikt Pauri Garhwal, Uttar Pradesh [heute in Uttarakhand], Indien) ist ein Hindu-Priester, indischer Politiker und seit dem 19. März 2017 der Chief Minister des Bundesstaats Uttar Pradesh.

## Biografie
Yogi Adityanath wurde unter dem Namen Ajay Singh Bisht in einem Dorf in Uttarakhand, das damals noch Teil des Bundesstaats Uttar Pradesh war, geboren. Er entstammt einer Rajputen-Familie. Seine Schulbildung erhielt er vor Ort und er studierte anschließend an der staatlichen Garhwal University in Srinagar (Uttarakhand), wo er den Grad eines Bachelor of Science (B. Sc.) erwarb. Nach seinem Studium schlug er eine religiös-meditative Laufbahn ein, wurde Schüler (Sannyasin) im Gorakhnath-Tempel in Gorakhpur und nahm den Namen Yogi Adityanath an. Er ist unverheiratet.
Adityanath schloss sich in den 1980er Jahren der Bharatiya Janata Party (BJP) an. 1998 wurde er im Wahlkreis 38-Gorakhpur erstmals in die Lok Sabha gewählt. Den Wahlkreis konnte er bei den folgenden Wahlen 1999, 2004, 2009 und 2014 für die BJP behaupten. Als Parlamentsabgeordneter arbeitete er in verschiedenen Ausschüssen mit. 1998–2000 war er Mitglied im Parlamentsausschuss für Ernährung, Versorgung der Zivilbevölkerung und Verteilung öffentlicher Güter, ab 2004 war er Mitglied in den Ausschüssen für staatliche Versicherungen und für Auswärtiges, 2009 und ab 2014 im Ausschuss für Transportwesen, Tourismus und Kultur, 2015 im Ausschuss für öffentliche Unternehmen, und ab 2014 Vorsitzender des Komitees für die Gehälter und Auslagen der Parlamentsabgeordneten.

## Ideologischer Hintergrund, politische Ansichten und Aktivitäten
Seine ideologische Schulung erhielt Adityanath nicht, wie sonst bei Führungspersönlichkeiten der BJP üblich, durch die Mitgliedschaft im RSS, sondern durch eine gewissermaßen lokale hindunationalistische Schule und Strömung in der Umgebung von Gorakhpur, die durch Digvijay Nath, den Oberpriester (Mahant) des Gorakhnath-Tempels in den 1930er/1940er Jahren begründet worden war. Während Digvijay Nath noch politisch in der Hindu Mahasabha (HMS) aktiv gewesen war, wechselte dessen Schüler und Nachfolger Avaidyanath nach anfänglicher Mitgliedschaft in der HMS (1989 wurde er für die HMS im Wahlkreis 38-Gorakhpur sogar in die Lok Sabha gewählt) später zur BJP. Für die BJP gewann Avaidyanath den Wahlkreis 38-Gorakhpur bei den Wahlen 1991 und 1996. Avaidyanath wurde zum religiös-politischen Mentor Yogi Adityanaths. Seit 1994 war Yogi Adityanath der designierte Nachfolger von Avaidyanath als Oberpriester des Gorakhnath-Tempels und übernahm formal diese Rolle mit dem Tod Avaidyanaths im Jahr 2014.
Nach seiner ersten Wahl in die Lok Sabha 1998 begründete Adityanath Hindu Yuva Vahini, eine Hindu-Jugendorganisation, die in den folgenden Jahren mehrfach beschuldigt wurde, an kommunalistischen gewalttätigen Ausschreitungen beteiligt gewesen zu sein. 2007 wurde Adityanath aufgrund kommunalistischer Aktivitäten kurzzeitig inhaftiert.
Zentrale Politikthemen Yogi Adityanaths sind die klassischen Themen der Hindutva-Weltanschauung. Bei Wahlveranstaltungen 2014 forderte er seine Hindu-Zuhörer dazu auf, 100 muslimische Frauen für jede zum Islam konvertierte Hindu-Frau zu bekehren. 2015 beschuldigte er Mutter Teresa einer „Konspiration“, mit dem Ziel, Indien zu christianisieren. Er kündigte an, in Uttar Pradesh scharfe Gesetze gegen das Schlachten von heiligen Kühen zu erlassen. Im Februar 2017 erklärte er, bald mit dem Aufbau des Rama-Tempels in Ayodhya beginnen zu wollen. Yogi Adityanath äußerte sich zustimmend zur Präsidentenverfügung 13769 Donald Trumps  „zur Verteidigung der Nation vor Einreise ausländischer Terroristen in die USA“ und erklärte, dass die gleiche Vorgehensweise auch in Indien notwendig sei, um Terroraktivitäten vorzubeugen.
Das Verhältnis Yogi Adityanaths zur BJP-Führung ist nicht immer spannungsfrei geblieben. Vor Wahlen gab es wiederholt Streit um die Kandidatenauswahl in Purvanchal, dem östlichen Teil von Uttar Pradesh, in dem Adityanath den größten Einfluss hat. Vor der Parlamentswahl 2007 drohte Adityanath, seine Wunschkandidaten unter dem Banner der Hindu Mahasabha antreten zu lassen, falls sie keine Berücksichtigung bei der BJP-Führung fänden. Dies fand letztlich aber nicht statt.
Nach der Parlamentswahl 2017 in Uttar Pradesh, die die BJP auf breiter Front gewann, gab es im März 2017 eine fast zwei Wochen andauernde Ungewissheit, wer der künftige Chief Minister werden solle. Die BJP hatte ihren Wahlkampf ohne erklärten Spitzenkandidaten, sondern gewissermaßen im Führungsteam bestritten. Am 18. März 2017 beschloss eine BJP-Parteiversammlung, dass dieses Amt auf Yogi Adityanath übertragen werden solle. Am 19. März 2017 wurde Adityanath als Chief Minister vereidigt. Die folgende Parlamentswahl in Uttar Pradesh am 7. März 2022 konnte die BJP erneut für sich entscheiden und am 25. März 2022 wurde Adityanath für eine zweite Amtszeit als Chief Minister vereidigt.
Nach einer in Uttar Pradesh stattgefundenen Vergewaltigung einer Dalit durch Angehörige einer scheinbar höheren Kaste im Herbst 2020, über die auch im Ausland berichtet wurde, heuerte die Regierung von Yogi Adityanath eine PR-Agentur an, die ausländische Journalisten davon überzeugen sollte, dass keine Vergewaltigung stattgefunden habe. Außerdem erklärte Adityanath diesbezüglich, die Opposition wolle gewaltsame Ausschreitungen zwischen den Kasten anheizen. Es gäbe Hinweise darauf, dass die Aktivisten Geld aus dem Ausland erhielten.